# Barth (stad)
Barth är en stad i det nordtyska förbundslandet Mecklenburg-Vorpommern. Staden ligger i distriktet Vorpommern-Rügen och har cirka 9 000 invånare.
Staden ingår i kommunalförbundet Amt Barth tillsammans med kommunerna Divitz-Spoldershagen, Fuhlendorf, Karnin, Kenz-Küstrow, Löbnitz, Lüdershagen, Pruchten, Saal och Trinwillershagen.

## Geografi
Staden ligger vid sydkusten av havsviken Barther Bodden, som har en förbindelse med Östersjön. Väster om staden rinner ån Barthe, som mynnar nära staden i havsviken Barther Bodden.

## Historia

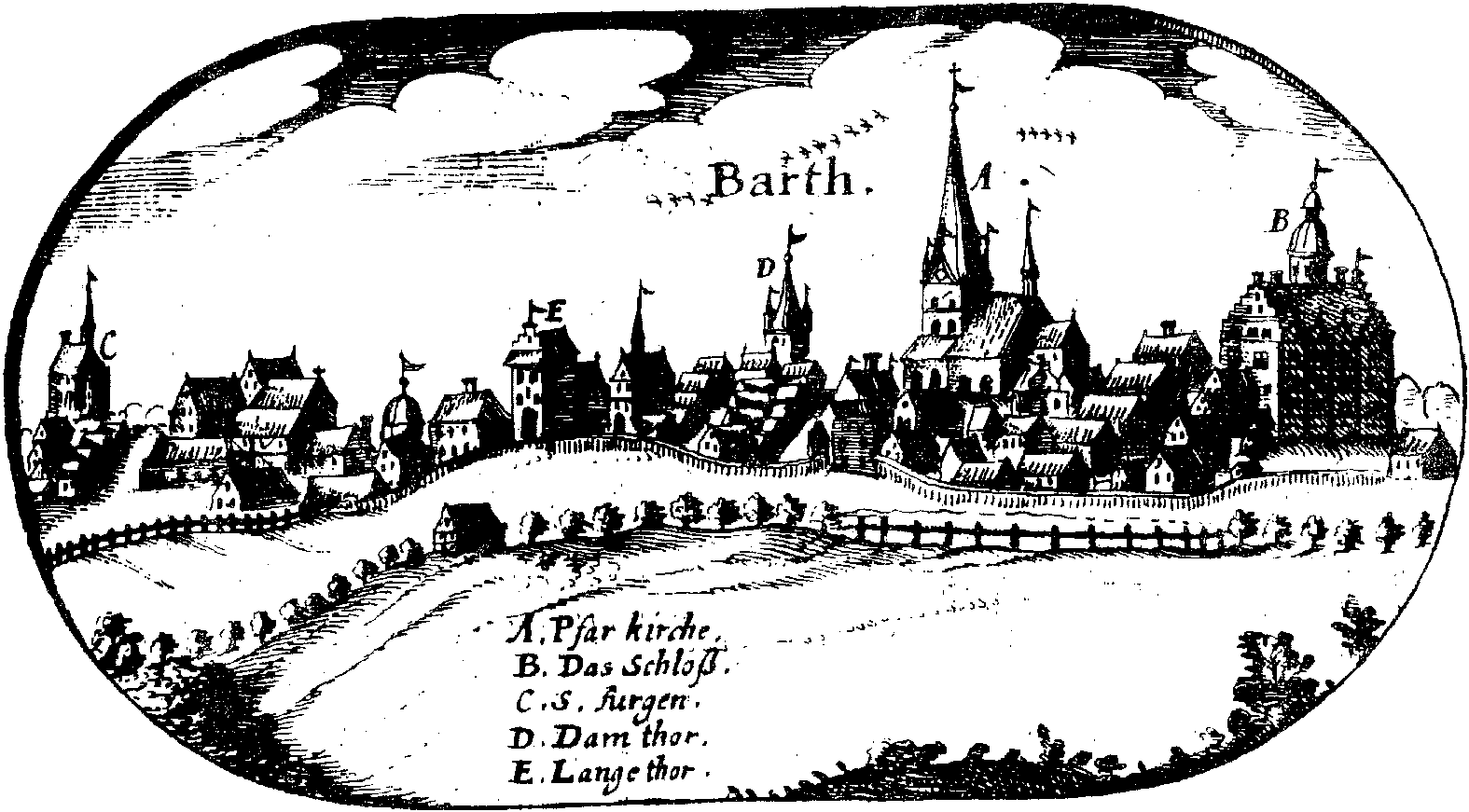
Barth, 1618

Under början av 1200-talet grundades en tysk ort, som omnämndes första gången 1225. År 1255 fick orten stadsrättigheter av fursten av Rügen Jaromar II. Den sista fursten av Rügen, Wizlaw III, uppförde ett nytt residensslott år 1315, där han dog 1325. Efter furstens död stred hertigarna av Mecklenburg och Pommern (Pommern-Wolgast) om staden, men vid freden i Ribnitz (1369) tillföll Barth hertigdömet Pommern-Wolgast. Under 1500-talet ombyggdes slottet i renässansstil (1573) av dåvarande hertigen Bogislaw XIII och Barth blev den pommerska residensstaden fram till 1603. År 1582 grundades det furstliga tryckeriet (tyska: “Fürstliche Hofdruckerei”), som var det tredje tryckeriet i Pommern och existerade 22 år. Tryckeriet är berömt för sina bibeltryck (Barther Bibel) på lågtyska, som var det första fullständiga bibeltrycket i Pommern. Trycket tillverkades 1588 med en upplaga av cirka 1 000 stycken.

### Trettioåriga kriget och svenska tiden
Under trettioåriga kriget besattes staden Barth av flera olika makter. Vid westfaliska freden tillföll Barth Svenska Pommern, och den förblev i svensk ägo fram till 1815, när staden tillföll Preussen.
Under svensktiden var Barth huvudstad i Furstendömet Barth. Den ansågs då som en medelmåttig stad, med ett adligt jungfrukloster.

### 1800-talet och början av 1900-talet
Under 1800-talet utvecklades industrin i Barth. År 1872 fanns fem skeppsvarv och 18 rederier, och mellan 1863 och 1924 fanns den kungliga navigationsskolan i staden (tyska: Königliche Navigationsschule). Vid slutet av 1800-talet grundades ett järnverk,, en maskinfabrik, fiskefabrik och sockerfabrik och år 1885 invigdes järnvägslinjen till Velgast.
År 1936 anlades en militär flygbas i Barth och en garnison för det tyska luftvapnet. Under andra världskriget fanns ett Stammlager (Stalag Luft 1 och 2) i staden, och mellan 1943 och 1945 också ett nazistiskt koncentrationsläger på flygfältsområdet, som tillhörde KZ Ravensbrück.

### Efter andra världskriget
Under östtyska tiden förstatligades några dåvarande privatägda företag och olika folkägda företag (VEB) grundades, som blev viktiga arbetsgivare i Barth vid denna tid. Till exempel förstatligades järnverket som blev VEB Landmaschinenbau, och sedan 1970-talet VEB Schiffsanlagenbau, som tillverkade skeppsdelar för Volksvarvet i Stralsund.
Efter den tyska återföreningen lades några företag ned eftersom de inte var lönsamma, och arbetslösheten växte. På grund av arbetslöshet flyttade huvudsakligen unga människor från staden och Barths befolkningstal minskade. Under 2000-talet har näringslivet i Barth utvecklats, och turismen har blivit viktigare.

## Sevärdheter

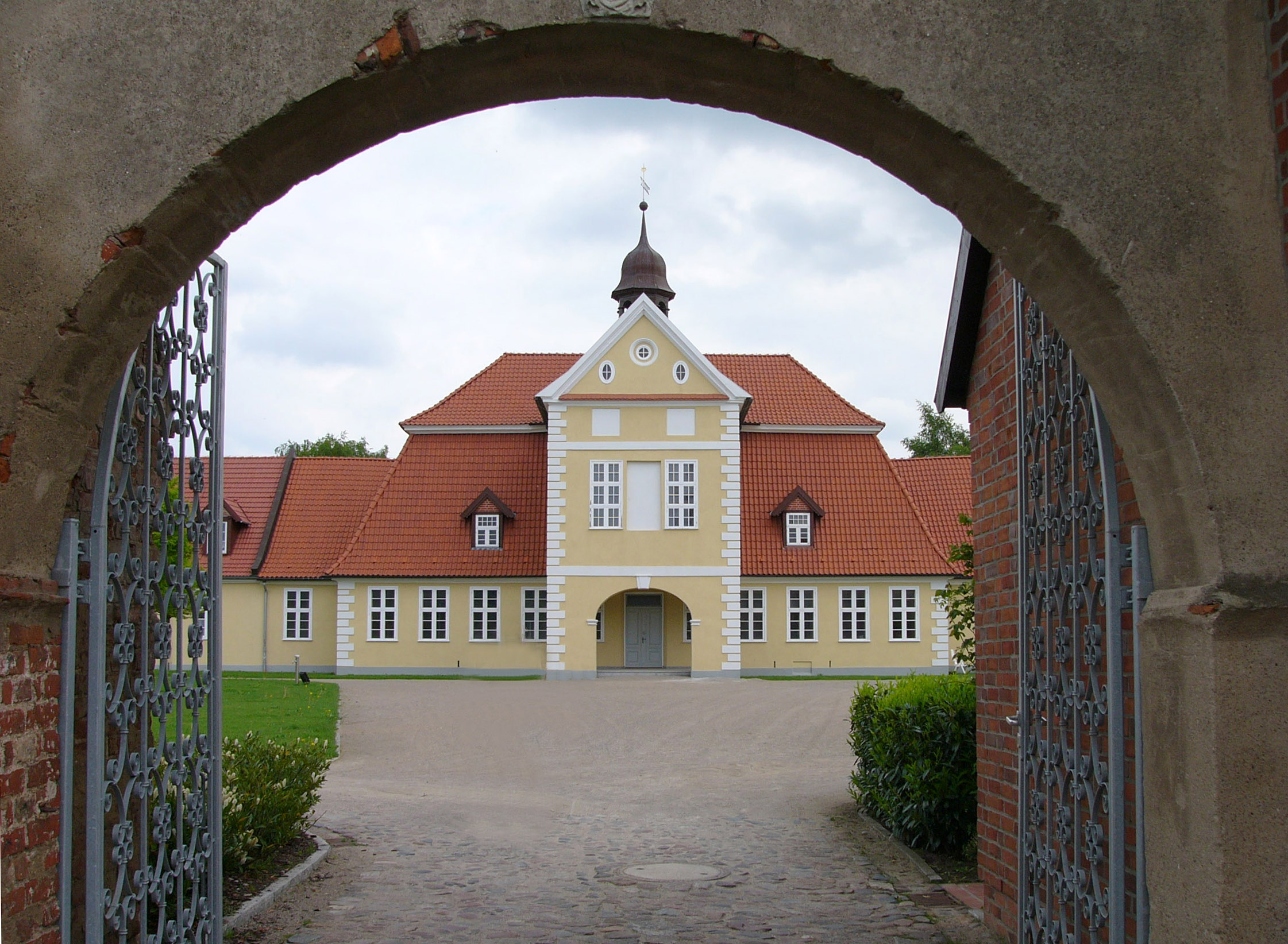
Jungfrustift från 1733 i Barth

- Mariakyrkan från 1200-talet, uppförd i tegel
- Vineta-museet
- Lågtyska bibelcentrumet visar ett exemplar av Barther Bibel (tryckt mellan 1584 och 1588 i Barth)
- Teknikmuseet Barth
- Jungfrustiftet ”Adliges Fräuleinstift”, grundat av  Fredrik I av Sverige år 1733

## Vänorter
Staden Barth har fyra vänorter:
- Bremervörde i Tyskland (sedan 1990)
- Varel i Tyskland (sedan 1990)
- Simrishamns kommun i Sverige (sedan 1997)
- Kolobrzeg i Polen (sedan 2000)

## Befolkningsutveckling
Befolkningsutveckling  i Barth
Källa: 
,
,
,
,
,
,
 